# ابن بدرون
عبد الملك بن عبد الله بن بدرون (ت. 1211) كان شاعراً وعالماً من الأندلس .

## حياة مهنية
اشتهر بتعليقاته الواسعة على أعمال ابن عبدون ، الشاعر البارز في عصره. يُعرف التعليق باسم شرح قصيدة ابن عبدون .

## الأدب
- شرح قصيدة الوزير الكاتب في الأدب والمرابط لأبي عبد المجيد بن عبدون ، لعبد الملك بن عبد الله بن بدرون؛ محمود حسن الشيباني؛ عبد المجيد بن عبد الله بن عبدون ، ط. :الرياض :محمد هاشم الشيباني، 1993.
- عبد الملك بن عبد الله بن بدرون، شرح قصيدة ابن عبدون المعرفة بالبسمة في التاريخ والأدب ، القاهرة: محبة السعادة، 22/1921م.